# Chrysallida decussata
Chrysallida decussata är en snäckart. Chrysallida decussata ingår i släktet Chrysallida och familjen Pyramidellidae. Inga underarter finns listade i Catalogue of Life.